# 第145师团
第145师团（Dai-hyakuyonjūgo Shidan）是日本帝国陆军的一个步兵师团。它的代号是护州兵团（Koshu Heidan）。该师团于1945年2月28日在广岛组建。

## 行动
最初，第145师团隶属第16方面军。后来被调到第56军，派往福冈芦屋。其下辖的第419步兵团负责保卫北九州的若松区。 
第145师团的主要任务是海防。直到1945年8月15日日本投降，该师团都没有进行任何战斗。